# Parellisina subalbida
Parellisina subalbida är en mossdjursart som först beskrevs av Ferdinand Canu och Ray Smith Bassler 1929.  Parellisina subalbida ingår i släktet Parellisina och familjen Calloporidae. Inga underarter finns listade i Catalogue of Life.